# Собор Святой Терезы Авильской (Суботица)
Собор Святой Терезы Авильской (серб. Катедрала Свете Терезе Авилске) — католический собор в городе Суботица, Сербия. Кафедральный собор епархии Суботицы, памятник архитектуры, имеет почётный статус малой базилики. Включён в реестр памятников культуры большого значения Сербии.
Во второй половине XVIII века Суботица имела значительное католическое население, которое к тому же быстро росло, что привело к необходимости строительства большой католической церкви. В 1748 году в Суботице проживало 5290 католиков, в 1767 году — 7779 католиков, в 1783 — 11 600, а в 1791 году их было уже 19 786 человек. Католическая община Суботицы была многонациональной, её основу составляли хорваты, венгры, немцы и словаки.
Католическая церковь святой Терезы Авильской построена в 1773—1797 годах, архитектурный стиль можно охарактеризовать как переходный от барокко к классицизму. Храм расположен в самом центре исторического города, служит архитектурной доминантой одной из главных городских площадей. Длина собора составляет 61 метр, ширина — 26, высота 18 — метров, высота колоколен — 64 метра.
Храм св. Терезы однонефный, неф заканчивается полукруглой заалтарной апсидой, по бокам от которой расположены ризницы. Главный фасад украшен высокими боковыми двухъярусными колокольнями с треугольным фронтоном между ними. Главный алтарь выполнен в Пеште в начале XIX века, настенные росписи относятся к последним десятилетиям XIX века. Орган собора создан в 1897 году в Пече. В XX веке церковь реставрировалась.
До 1923 года церковь св. Терезы была регулярной приходской церковью. В 1923 году была создана Апостольская администратура югославской Бачки, где храм св. Терезы стал исполнять функции главного собора. С 25 января 1968 года, когда была образована епархия Суботицы, храм служит кафедральным собором этой епархии.
29 апреля 1974 года храм получил почётный статус малой базилики. По данным на 2014 год собор св. Терезы — один из двух католических храмов на территории Сербии с подобным статусом наряду с Базиликой Святого Димитрия в Сремска-Митровице.
В настоящее время приход св. Терезы насчитывает около 12 тысяч человек и является двуязычным, его примерно в равных пропорциях составляют венгры и хорваты.